# Heinrich Geyer
Heinrich Geyer (Hardegsen, 27 maart 1818 - Hamburg, 4 oktober 1896) was profeet in de Katholiek Apostolische Kerk. Nieuwe apostelroepingen door zijn mond in 1860 en 1862 waren oorzaak van het ontstaan van de "Allgemeine christliche Apostolische Mission" (in Nederland bekend als de Hersteld Apostolische Zendingkerk), waaruit zich later de Nieuw Apostolische Kerk afscheidde.
Heinrich Geyer werd in Hardegsen bij Göttingen als zoon van een meesterschoenmaker geboren en werkte vervolgens als griffier, later als leraar. Hij was evangelisch-luthers? en gedreven door christelijke naastenliefde, stichtte hij in Volpriehausen bij Uslar - een primeur voor het koninkrijk Hannover – een tehuis voor verwaarloosde kinderen met de naam "Bethesda", dat zelfs de bijzondere aandacht van de koning trok.

## Katholiek-apostolische periode
In 1848 ontving hij per ongeluk een geschriftje van de hand van Ds. Koeppen over het Apostolische Werk dat in Engeland ontstaan was. Spoedig was hij overtuigd en sloot zich erbij aan. Hij werd prompt door zijn schoolbestuur ontslagen. Op 26 oktober 1849 trok hij met zijn gezin naar Berlijn, waar hij op 26 december 1849 door apostel Thomas Carlyle verzegeld en als onderdiaken ingezet werd. Twee dagen later werd hij al tot priester geroepenen op 25 juli 1850 als zodanig door de apostel gewijd, samen met de latere leider van de Hamburgse gemeente, Friedrich Wilhelm Schwartz en kort daarop door apostel Carlyle aanduid als profeet. Op 6 augustus 1850 diende Geyer voor het eerst in dit ambt.
Geyer stond goed bekend onder de katholiek-apostolische ambtsdragers en spoedig was ook apostel Carlyle van diens bekwaamheid overtuigd. Hij nam Geyer daarom mee naar Albury, waar hij in april 1852 ter roeping in het engelambt werd voorgesteld. Bij monde van pilaarprofeet Taplin werd hij hiertoe dezelfde dag geroepen en dientengevolge op 9 september 1852 gewijd tot engelprofeet. Sindsdien vergezelde hij apostel Carlyle, en na diens overlijden ook Woodhouse, op diens ambtsreizen. Tussen 1852 en 1862 werden alle priesters en engelen in het Noord-Duitse stamgebied en deels ook in Zuid-Duitsland en Zwitserland bij monde van Geyer geroepen.
Na de onverwachte dood van 2 apostelen in januari 1855, verklaarde het restant van het apostolaat bij monde van apostel Cardale dat zij geen mogelijkheid in de Schrift vonden om stappen te nemen waardoor in opvolgers voorzien kon worden. Zij zagen zich daarom genoodzaakt de zaak aan de Heer over te laten, in de verwachting dat het toenmalige aantal apostelen tot aan de wederkomst van Christus zou volstaan. Vanaf 1858 werd Geyer ook uitgenodigd voor de conferenties met de belangrijkste profeten in Albury. Tot aller verrassing werden bij monde van Geyer in 1860 twee 'vervangers van apostelen' groepen, te weten: Charles Böhm en William Caird. De exacte bewoordingen luidden: Jesus calleth thee Apostolic Messenger. He would use thee Coadjutor for him whom He hath gathered to Himself. De roepingen werden door de overgebleven apostelen geduid als 'apostelcoadjutoren' voor de nog levende apostelen, aan wie apostolische taken konden worden opgedragen zolang hun principaal nog in leven was. Geyer legde zich bij deze beslissing neer, en van zijn profetische dienst werd onverkort tot eind 1862 gebruikgemaakt.

## Het schisma van Hamburg in 1862/1863
Toen apostel Woodhouse in 1862, begeleid door profeet Geyer in Koningsberg verbleef, riep laatstgenoemde op de avond van 10 oktober de priester Rosochacky tot apostel. De roeping werd geheimgehouden en ook apostel Woodhouse werd hier niet van in kennis gesteld.
Hoewel Geyer veelvuldig als 'profeet met de apostel' diende, was hij ook nog steeds oudste van de gemeente te Berlijn die onder opzicht van engel Rothe stond. Toen Geyer in november 1862 in een profetie uitsprak dat 'de mens der zonde' (zie 2 Thes. 2: 3-4) voor de gemeente openbaar zou worden, werd prompt door Rothe geëist dat Geyer die profetie in het openbaar vals zou verklaren, omdat dit tegen de opvatting van de apostelen inging dat de gemeente vóór die tijd al zou zijn opgenomen in de hemel. Toen Geyer dat weigerde, werd hij door Rothe, die net als hij in het engelambt diende, geschorst. Dit werd kort daarop door apostel Woodhouse bekrachtigd.
In december 1862 deelde Geyer aan Friedrich Wilhelm Schwartz mee dat hij was geschorst, en vertelde ook over de roeping van Rosochacky. Schwartz was engel van de gemeente te Hamburg, die hiertoe al wel gewijd was, maar in Hamburg nog niet officieel 'ingevoerd', conform het daarvoor bestemde liturgische formulier, en dus nog onder het opzicht van engel Rothe uit Berlijn viel. Schwartz nodigde Geyer en Rosochacky uit naar Hamburg te komen er erkende hem voor en met vrijwel de hele gemeente op 4 januari 1863 als apostel. Hierop schorste Rothe de betrokken priesters en tevens de hele Hamburgse gemeente. Twee weken later, 17 januari 1863, herriep Rosochacky, die inmiddels naar Koningsberg teruggekeerd was, zijn apostelroeping. 

## Allgemeine Christliche Apostolische Mission
Op 27 januari 1863 sprak de 'herder met de apostel' Heinrich W.J. Thiersch in opdracht van apostel Woodhouse de excommunicatie van Geyer en Schwartz uit. De gemeente wilde zonder apostel blijven, totdat de Heer een nieuwe zou schenken. In het voorjaar van 1863 werd in afwezigheid van profeet Geyer door een diaken de Hamburgse priester Carl Wilhelm Louis Preuss tot apostel geroepen, een roeping die later met tegenzin door Geyer bevestigd werd. De gemeente Hamburg ging verder als de Allgemeine Christliche Apostolische Mission (ACAM). Op 25 mei 1863 werd ook Schwartz tot apostel geroepen, met als werkgebied Nederland en een deel van Duitsland. Deze Nederlandse tak van de ACAM werd bekend als de Apostolische Zending, en nam in 1893 de officiële naam Hersteld Apostolische Zendingkerk aan, waaruit zich in 1897 weer de latere Nieuw Apostolische Kerk zou afscheiden. In oktober 1864 volgden nog apostelroepingen bij monde van Geyer voor Hongarije (Peter Wilhelm Louis Stechmann), Hessen (Johann Christoph Leonhard Hohl), Silezië (Johann August Ludwig Bösecke) en de Verenigde Staten (Heinrich Ferdinand Hoppe).
In de loop van 1878 braken opnieuw problemen uit. Volgens de nieuw-apostolische lezing van de gebeurtenissen riep Geyer op 31 maart 1878 een zekere Güldner tot apostel, als opvolger van Preuss, terwijl deze nog in leven was. Uit documenten van de ACAM kan echter worden opgemaakt dat Güldner op die datum slechts tot apostel zonder verdere stamaanduiding geroepen was. Nadat op 25 juli Preuss was overleden, volgde bij monde van profeet Geyer pas op 4 augustus 1878 de nadere roeping van Güldner als opvolger van Preuss. Dit leidde tot opstand van enkele oudsten, onder wie Krebs, waarop de afwijzing van Geyer en Güldner volgde. Toen beide mannen de kerkzaal verlieten, werden ze door vrijwel de hele gemeente gevolgd. Reeds een week later kwam de ACAM op een ander adres bijeen. Het restant van zo'n 10 à 15 personen zou het begin vormen van de Nieuw-apostolische kerk in Duitsland. 
De uitgeworpen gemeente van Geyer en Güldner bleef vasthouden aan de naam 'ACAM'. Verdere groei bleef uit. De ACAM is later nog wel contacten aangegaan met de Schweizerische Diakonieverein.
Op 4 oktober 1896 stierf Heinrich Geyer, 78 jaar oud, te Hamburg.